# ديفيد سفوبودا
ديفيد سفوبودا (بالتشيكية: David Svoboda)‏ (19 مارس 1985) رياضي تشيكي ينافس في رياضة الخماسي الحديث. في أولمبياد لندن عام 2012 فاز سفوبودا بالميدالية الذهبية في الخماسي الحديث. في دورة الألعاب الاولمبية عام 2008 ديفيد كان ترتيبه 28 في رياضة الخماسي الحديث.

## روابط خارجية
- ديفيد سفوبودا على موقع الاتحاد الدولي للخماسي الحديث (الإنجليزية)
- ديفيد سفوبودا على موقع اللجنة الأولمبية الدولية (الإنجليزية)
- ديفيد سفوبودا على موقع أوليمبيديا (الإنجليزية)
- ديفيد سفوبودا على موقع اللجنة الأولمبية التشيكية (التشيكية)